# Comberouger
Comberouger è un comune francese di 301 abitanti situato nel dipartimento del Tarn e Garonna nella regione dell'Occitania.

## Società

### Evoluzione demografica
Abitanti censiti

## Siti e Monumenti

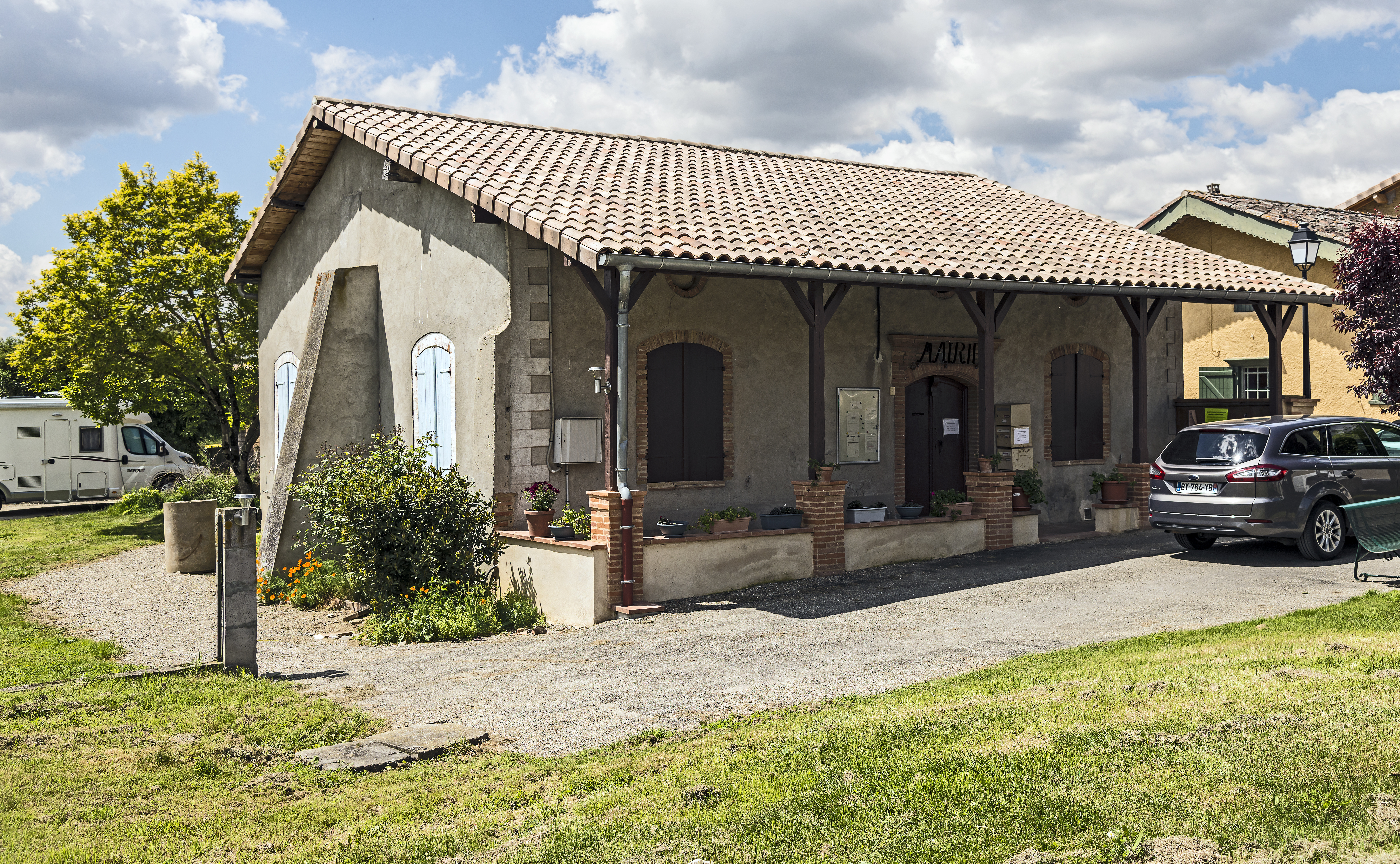
Municipio
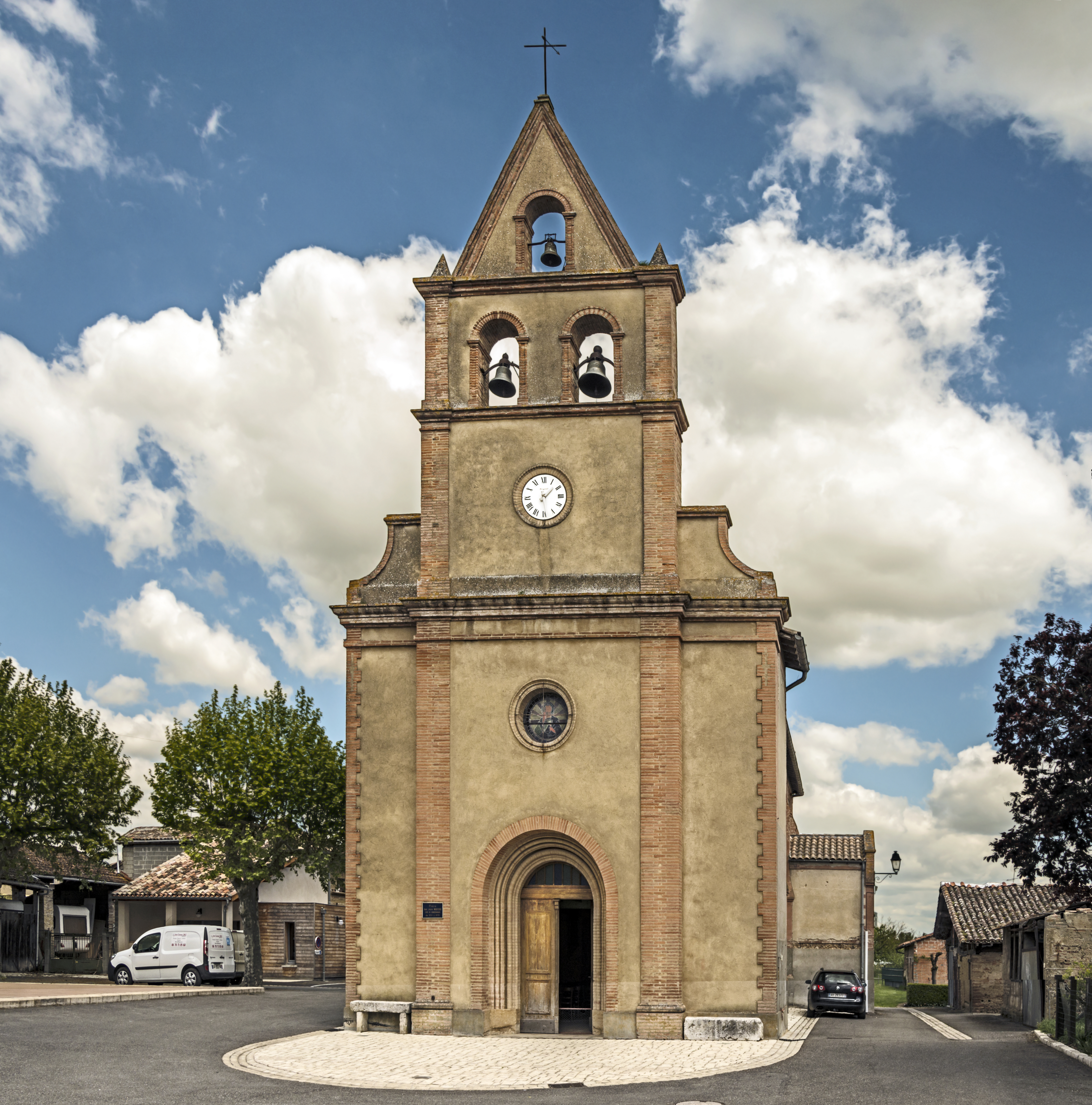
La chiesa  di San Bartolomeo
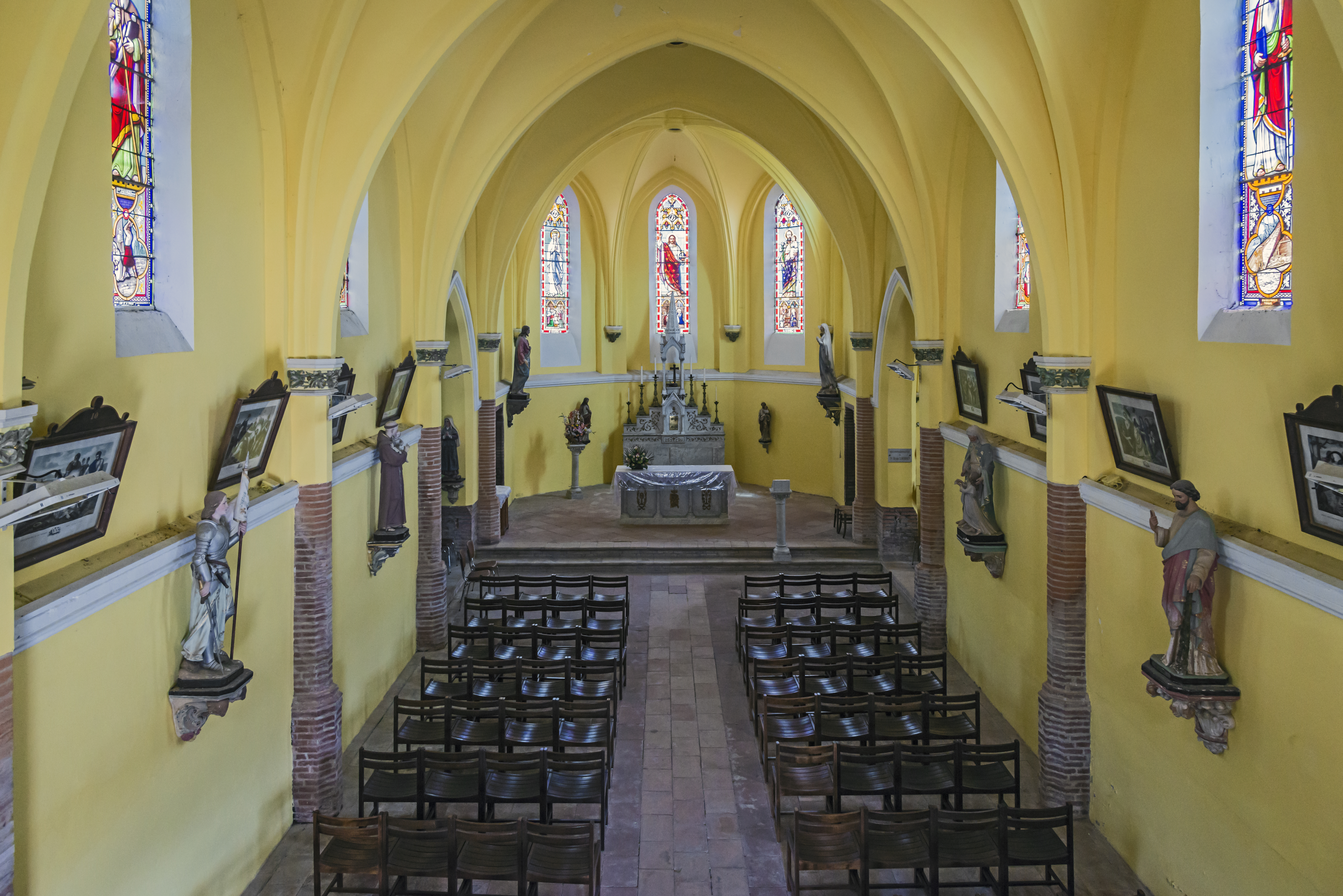
Interno della chiesa
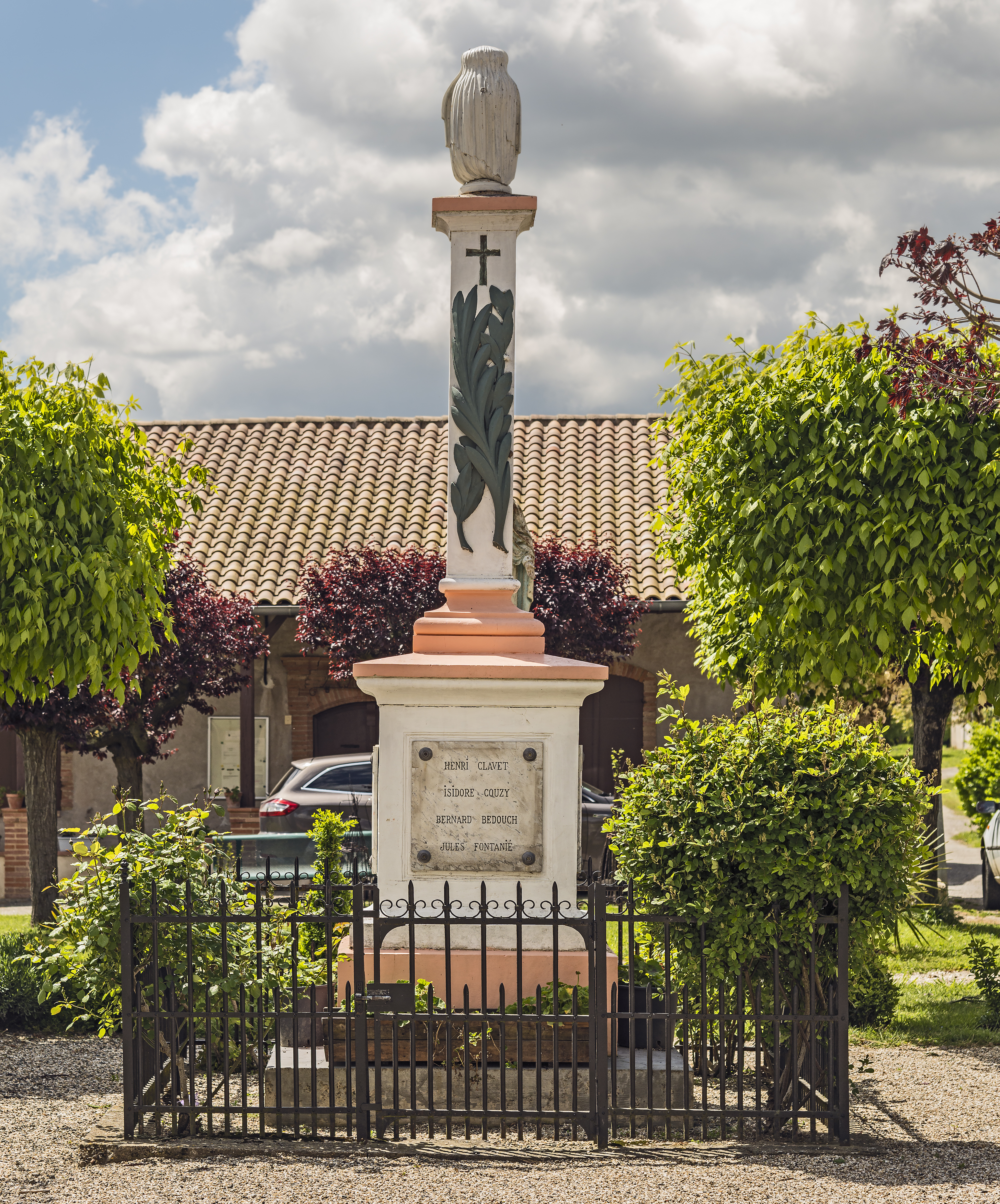
Il monumento ai caduti